# Morgan Pressel
Morgan Pressel (Tampa, Flórida, 23 de maio de 1988) é uma golfista estadunidense. Tornou-se golfista profissional aos 17 anos, destacando-se como a mais jovem campeã da LPGA Championship.